# گروگان (فیلم ۱۹۱۷)
گروگان (انگلیسی: The Hostage) فیلم درام صامت آمریکایی است به کارگردانی رابرت تورنبی که در سال ۱۹۱۷ منتشر شد.